# Lepidonotopodium pettibonae
Lepidonotopodium pettibonae är en ringmaskart som beskrevs av Detinova 1988. Lepidonotopodium pettibonae ingår i släktet Lepidonotopodium och familjen Polynoidae. Inga underarter finns listade i Catalogue of Life.